# York
York, město na severu Anglie a metropole tradičního hrabství Yorkshire, leží při soutoku řek Ouse a Foss. V roce 2021 mělo vlastní město 141 685 obyvatel a v metropolitní oblasti žilo v témže roce 198 100 obyvatel. York je město s postavením unitary authority v ceremoniálním hrabství Severní Yorkshire.
Ve městě sedí yorský arcibiskup, metropolitní biskup yorské provincie (sever Anglie). York je též sídlem dvou univerzit: University of York, založené v roce 1963, a York St John University, která byla založena již v roce 1841, ale status univerzity má teprve od roku 2006.

## Historie

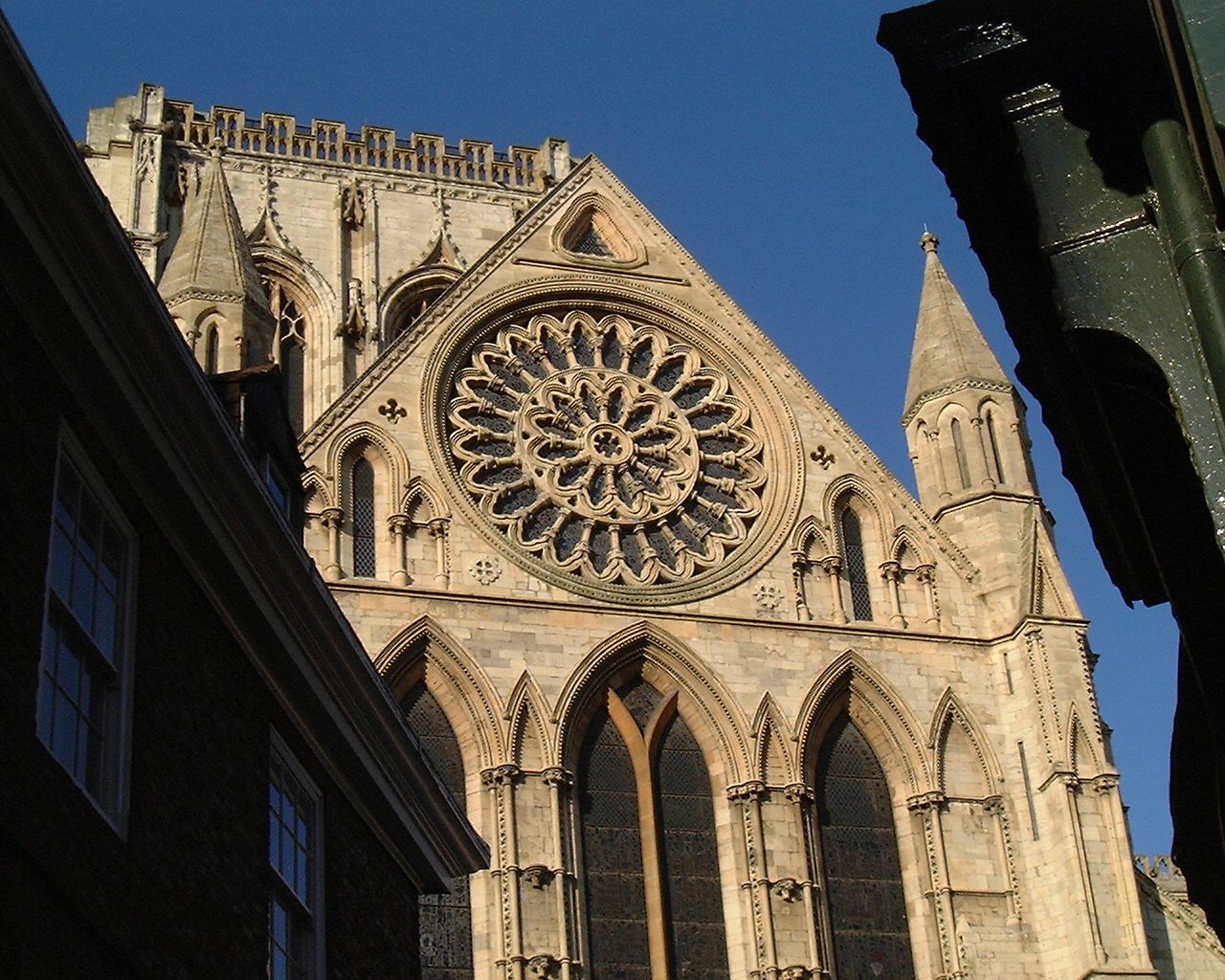
Yorská katedrála

Jméno města York má zajímavou etymologii: přes vikinské pojmenování Jórvik původně pocházející z latinského jména Eboracum, odvozeného od britonského „ebor-acon“, tj. „místo mezi tisy“. Město bylo založeno v roce 71 a má bohatou římskou, anglosaskou a vikinskou historii. Bylo hlavním městem římské provincie Britannia Inferior. Později se stalo sídlem yorského arcibiskupa, jehož provincie zahrnuje celou severní Anglii; bylo též střediskem vikinského království Jórvík. Po celý středověk byl York jedním z nejvýznamnějších měst v Anglii a jeho relativní význam poklesl až s příchodem průmyslové revoluce, i když i v současnosti je velmi živým a prosperujícím velkoměstem.
Díky hospodářské stagnaci Yorku za průmyslové revoluce se ve městě ve víceméně nedotčeném stavu dochovala řada středověkých staveb, jež leckde jinde musely ustoupit továrnám a manufakturám. Jedná se především o hrázděné a zděné měšťanské domy a hostince. Nový zájem o středověk v 19. století vedl k rozsáhlému programu rekonstrukce, a město tak dnes přitahuje značný zájem turistů. Perlou v koruně města je jeho historická katedrála, York Minster.

## Zeměpisná poloha

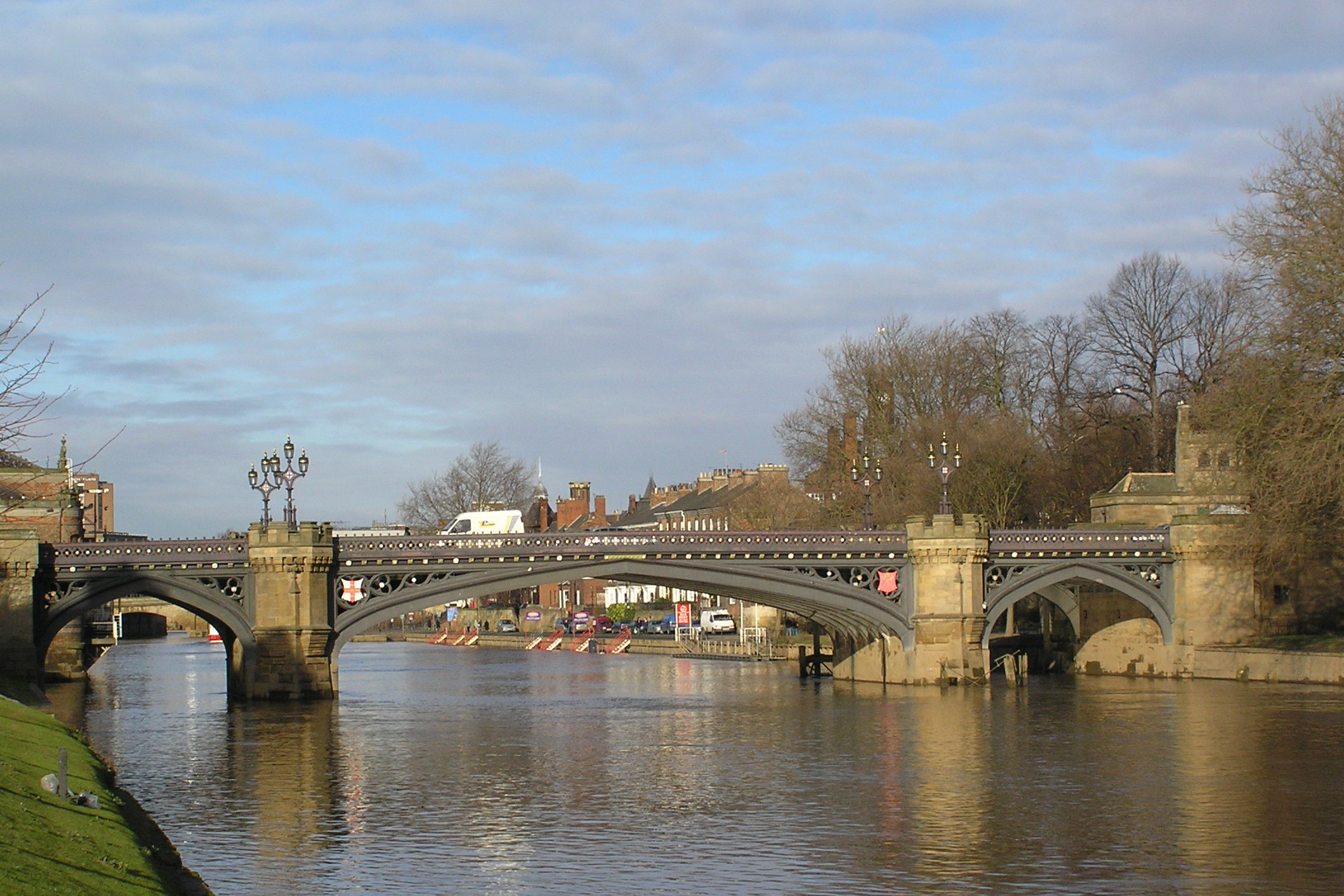
Most Skeldergate Bridge

Město York se rozkládá v Yorské kotlině (Vale of York), rovinaté zemědělské oblasti ohraničené na západě pohořím Penniny, na severu vysokými vřesovišti North York Moors a na západě vrchovinou Yorkshire Wolds. Řeka Ouse mezi svými meandry tvoří široké nivy (ings) a v mokřinatých údolích v bezprostředním okolí města leží čtyři velké obecní louky (stray).
Za dob Římanů byla území podél toku řek Ouse a Foss velmi bažinatá, což zlepšovalo obranyschopnost města. I dnes je York místem častých povodní, vznikajících přelitím řeky Ouse; město má rozsáhlou (ačkoli ne vždy dokonale fungující) síť protipovodňových zábran, mj. povodňovou stěnu podél řeky Ouse a protipovodňová vrata na řece Foss při soutoku. Na podzim roku 2000 město postihla ničivá povodeň, nejhorší za 350 let, která však nedokázala prolomit povodňovou stěnu, zpevněnou pytli s pískem. Na území města odjakživa existují rozsáhlé plochy, jež jsou vzhledem ke své snadné zaplavitelnosti nevhodné k zástavbě.
York je významným železničním uzlem. Křižují se zde hlavní železniční trati East Coast Main Line, Cross Country Line a TransPennine.

## Demografie
Město York má přibližně 185 000 obyvatel; z toho přes 90 % tvoří běloši.

## Hospodářství
Ekonomika města je z větší části založena na cestovním ruchu, vědě a výzkumu a službách. Ještě v 50. letech 20. století tomu bylo zcela jinak: hlavními zdroji prosperity města byly zdejší čokoládovny a železnice. Většina průmyslu je však již minulostí, a to včetně vagónky, která ve své době zaměstnávala přibližně 22 tisíc dělníků. Mezi nejvýznamnější zaměstnavatele v současnosti (2006) patří magistrát, pojišťovna Norwich Union a čokoládovny Nestlé.
V Yorku sídlí společnost Nestlé Rowntree, světoznámý výrobce cukrovinek. Vyrábí se zde mj. čokoládové tyčinky Kit Kat a Yorkie a bonbóny Smarties (obdoba českých Lentilek). Až do 30. září 2005 byla v Yorku v provozu též čokoládovna Terry’s; její majitel společnost Kraft Foods však výrobu přesunula do Polska. Historická provozní budova je však stále k vidění vedle závodiště Knavesmire. I přes velké propouštění u velkých zaměstnavatelů v poslední době však zaměstnanost v Yorku zůstává na poměrně dobré úrovni.

## Vysoké školství

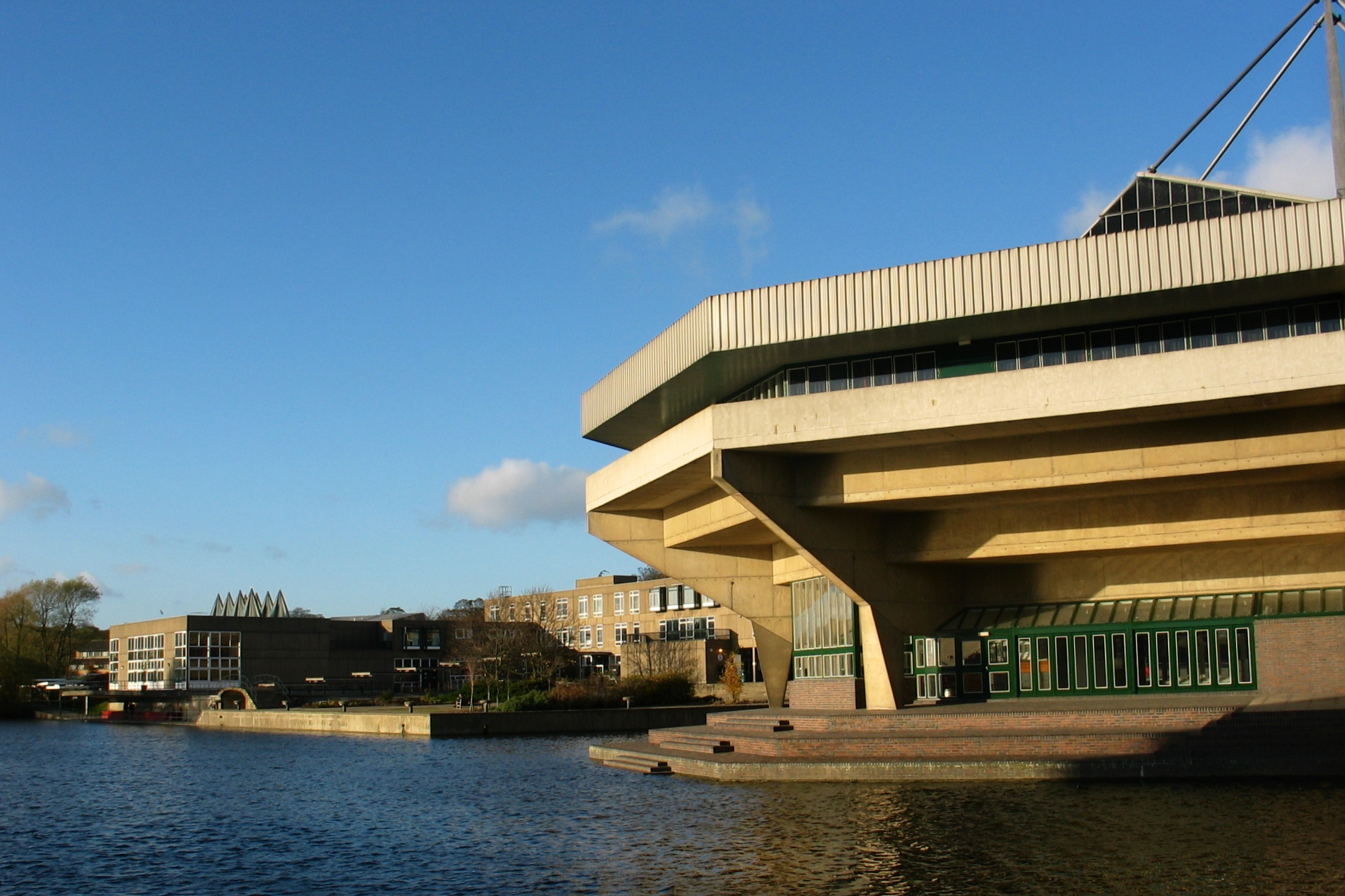
Velká síň University of York

Areál hlavní univerzity města, University of York, se rozkládá na východním okraji města v předměstí Heslington. Až do roku 2006 šlo o jedinou univerzitu ve městě; toho roku získala statut univerzity též York St John University, původně samostatná kolej University of Leeds. Ve městě se nachází též několik pracovišť britské právnické vysoké školy College of Law.

## Pamětihodnosti

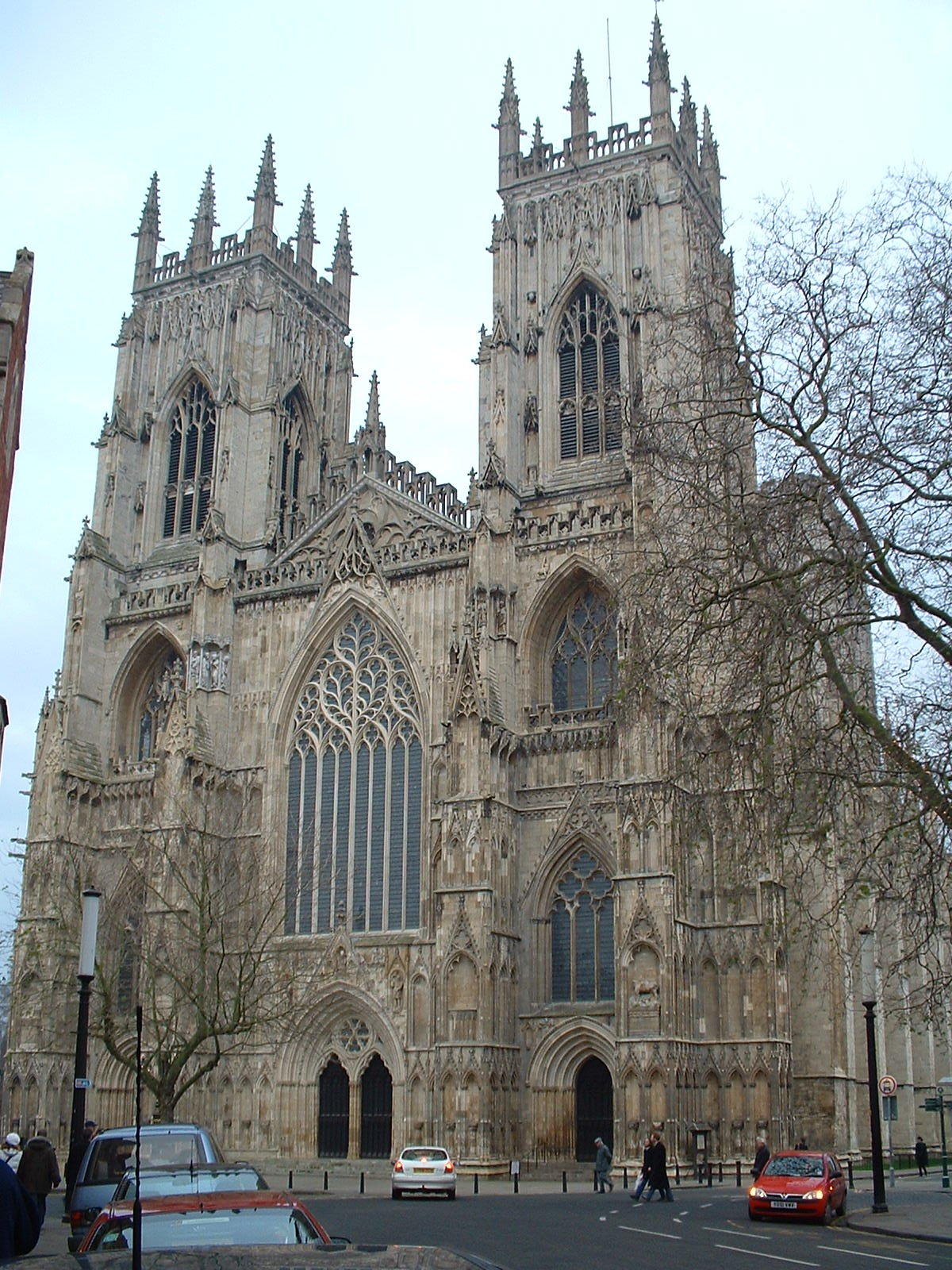
Yorská katedrála

- V centru města stojí Yorská katedrála, jedna z největších gotických katedrál v severní Evropě. Je sídlem yorského arcibiskupa, což je druhá nejvyšší funkce v anglikánské církvi, a zároveň katedrálou yorské diecéze. Spravuje ji yorský děkan a kapitula, sídlící v přilehlém děkanství.

Chrám je trojlodní bazilika na půdorysu latinského kříže s dvojvěžím v západním průčelí. Má širokou hlavní loď, chór je oddělený patrovou kamennou přepážkou (tzv. lettner) se sochami králů na sloupech. Presbyterium a celý východní chór mají stylové rysy vrcholné anglické gotiky, někdy zvané svislá gotika. Světově proslulé jsou klenby: síťová klenba hlavní lodi má v křížení žeber mnoho figurálních svorníků, zvýrazněných zlatou barvou (například s motivem Zvěstování Panny Marie nebo s maskarony – hlavami monster). V křížení hlavní a příčné lodi (tzv. transeptu) je unikátní paprsčitá klenba hvězdová. V jihozápadním koutě jižního ramena příčné lodi najdeme příporu s reliéfní hlavou kočky, která inspirovala Lewise Carrolla již jako dítě k postavě Kočky Šklíby do pohádky Alenka v říši divů a Za zrcadlem. Carollův otec byl v yorské katedrále několik let reverendem. Kočka je nejlépe vidět z protějšího dřevěného schodiště, kterým se jde do katedrální klenotnice. V ní je vystaveno na pět desítek stříbrných liturgických kalichů a konvic, a dále dobové portréty.
Pod chórem katedrály je raně středověká krypta a rozsáhlé podzemí, přístupné po dvou schodištích ze severní a jižní strany transeptu. Krypta byla založena v době misie sv. Wilfrida. Je sklenutá románskými sloupy, jedna báze sloupu připomíná předchozí římskou stavbu. Interaktivní muzejní expozice zde prezentuje výsledky archeologického výzkumu města. Na místě katedrály, ovšem diagonálně orientovaný, stál římský tábor z let 71–300 n. l. na půdorysu čtverce s pravoúhlou sítí ulic, s několika desítkami kamenných budov. Jeho centrem bylo sídlo vojevůdce, oltář a sloupová bazilika (jeden sloup je vztyčen na náměstí jižně od katedrály), dále domy vojáků, tržiště, lázně, nemocnice (tzv. infirmarium) a další domy. Kromě drobných římských nálezů jako jsou šperky nebo střešní taška s označením VI. legie římského vojska je vystaveno několik náhrobních desek z období po pádu Římské říše, kdy původní obyvatelé Brigantové, nájezdníci z řad Vikingů a po roce 1066 Normani pohřbívali své mrtvé pod kamenné náhrobní kameny s reliéfy ve zvěrném stylu, či s křížem. V nadzemní části chóru jsou dvě náhrobní tumby arcibiskupů ze 13. století (jedna s figurou arcibiskupa, druhá jen s tesaným křížem). Několik krásných figurálních epitafů ve zdech chóru a na severní stěně chórové přepážky patří příznivcům katedrály z řad šlechty, měšťanů a obchodníků doby renesanční. Mají pestrobarevnou polychromii.
Katedrála je kromě architektury proslulá také svými vitrážemi. Okno v západním průčelí lodi pochází z roku 1338; jedná se o největší středověké vitrážové okno na světě. Okno ve východním průčelí nad kaplí Panny Marie bylo dokončeno roku 1408. V severním rameni transeptu se nachází tzv. Okno pěti sester, jehož každý lomený oblouk je přes 16 metrů vysoký. V jižním transeptu je slavné růžicové okno (tzv. rozeta). Varhany na kůru byly dvakrát zničeny požárem; stávající nástroj pochází z roku 1829 a v roce 1993 prošel zásadní rekonstrukcí.
Ze severní strany ke katedrále přiléhá kapitulní síň ze 2. čtvrtiny 14. století, vystavěná na centrálním půdorysu mnohostěnu; má ojedinělou hvězdovou klenbu a bohatou figurální dekoraci ve stylu rané dekorativní gotiky, za pozornost stojí slepá arkádová pole se sedačkami (tzv. sedilemi) pro kanovníky, jež zdobí stovka hlaviček soudobých obyvatel i bájných bytostí.
Katedrála má tři věže; ve dvojici hranolových věží na západní straně jsou instalovány zvony, většinou v elektrickém systému zvonkohry. Zvon ‘Great Peter’ v severozápadní věži váží 11 tun; v jihozápadní věži je 14 samostatných zvonů (tenor váží přesně 3 tuny) a zvonkohra složená z 11 menších zvonků (tenor 1,17 t). Do severní části transeptu byl v roce 1955 vsazen orloj se dvěma figurkami letců na památku severoanglických letců, padlých během druhé světové války. Při církevních a školních svátcích bývá zvonkohra spuštěna nepřetržitě 20 minut.
Před katedrálou stojí na jihovýchodní straně socha sedícího císaře Konstantina Velikého, pomník christianizaci země.
- Historické jádro města Yorku svírají středověké hradby. Po celém jejich obvodu vede vycházkový okruh, jehož délka (včetně několika úseků bez hradeb) činí přibližně 5 km.

Hradby přerušují čtyři hlavní brány (bars), jež pocházejí z 11.–14. století: Bootham Bar, Monk Bar, Walmgate Bar a Micklegate Bar; kromě nich se dochovaly též dvě menší brány Fishergate Bar (dnes pouze pro pěší) a Victoria Bar (nově proražená z 19. století). Ve středověku brány omezovaly vstup do města, vybíralo se zde clo a plnily též obrannou funkci ve válečných dobách. Brána Monk Bar sloužila jako samostatná pevnůstka a dnes je v ní umístěno Richard III Museum. Branou Micklegate Bar do města tradičně vstupovaly královské průvody.
- Gotická pevnost Clifford’s Tower čtyřlistového půdorysu stojí na umělém pahorku normanského původu. Původně dřevěný hrad nechal v letech 1068–1069 vystavět Vilém Dobyvatel. V letech 1245–1265 byl přestavěn na kamennou pevnost.

Dne 16. března 1190 zde došlo k masakru asi 150 Židů. Poté, co město zachvátil požár, hledali v hradu záchranu před plameny; protože však tehdejší vládce města Richard de Malbis byl velkým dlužníkem židovského obchodníka jménem Aaron z Lincolnu, vyvolal v hradu lynčování, aby se svého věřitele zbavil. Spolu s ním při masakru zahynulo dalších zhruba 150 osob.
- Nová radnice (Town Hall) byla zbudována v poslední čtvrtině 19. století ve viktoriánském slohu s věžičkami; stojí diagonálně proti pevnosti.

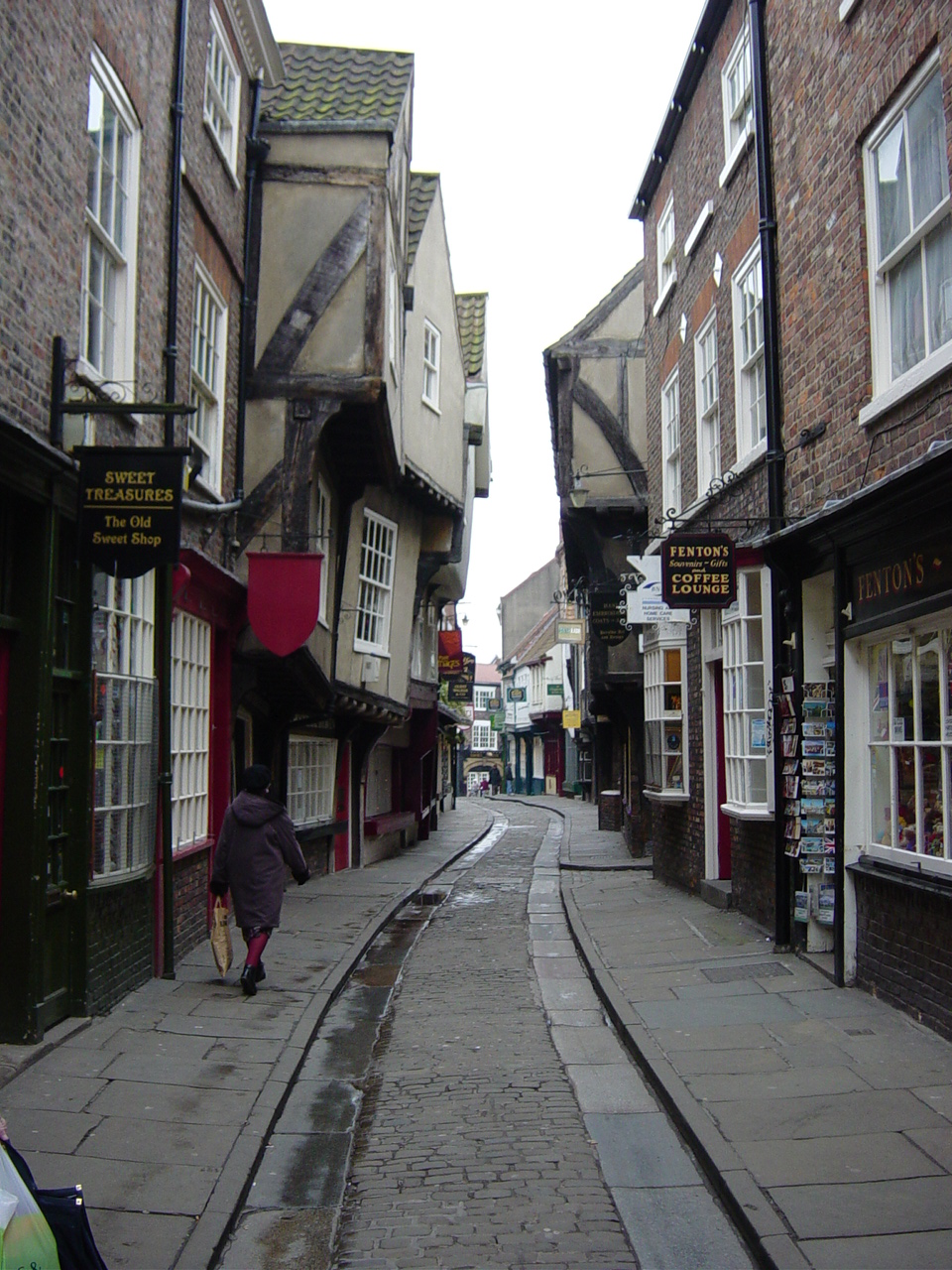
Masné krámy Shambles

- Úzkou středověkou uličku zvanou The Shambles (Masné krámy) lemují obchody, kavárny a čajovny, původně však byly řeznickými krámy. Při bližším ohledání jsou patrny četné dosud dochované háky k zavěšování masa. Stojí zde i rodný dům mučednice a světice Margaret Clitherow, dnes přeměněný na její svatyni. V centru Yorku je mnoho dalších úzkých uliček, ale žádná z nich nemá neopakovatelné kouzlo Shambles. S okolními ulicemi je propojena řadou pěších průchodů (snickelways).

- Město se chlubí několika muzei a galeriemi. K hlavním z nich patří Castle Museum (Muzeum dějin města a okolí), dále Yorkshire Museum s regionálními památkami, menší Jorvik Museum (expozice vikinského osídlení) a Merchant Venturers’ Hall (pamětní síň cechu obchodníků, dodnes fungující a vlivné organizace). Národní muzeum železnic (National Railway Museum) se nachází nedaleko památného nádraží a spravuje rozsáhlou sbírku železniční techniky i největší sbírku lokomotiv na světě. Mezi nejzajímavější exponáty patří nejrychlejší parní lokomotiva světa LNER A44468 Mallard a světoznámého Létajícího Skota (4472 Flying Scotsman), jenž je dodnes nasazován v běžném provozu.

- York je rovněž místem významných koňských dostihů. Na yorském závodišti ve čtvrti Knavesmire se každoročně v srpnu pořádá turnaj Ebor Handicap Meeting.

- Středověké jádro města je památkovou rezervací se stovkou středověkých měšťanských domů, pěti středověkými anglikánskými kostely a dalšími domy renesančními či barokními, včetně několika prastarých hospod a hostinců. Nejstarší z nich se nazývá The Black Swan (Černá labuť) a sídlí v původním hrázděném domku ze 14. století.

- Památkově chráněná raně středověká věž Anglian Tower

## Slavní rodáci
- Guy Fawkes (1570–1606), anglický voják, expert na výbušniny, který stál za neúspěšným atentátem na krále Jakuba I.[2]
- William Etty (1787–1849), anglický malíř, představitel romantismu[3]
- William Parsons (1800–1867), irský astronom[4]
- John Snow (1813–1858), anglický lékař a průkopník zavádění anestezie a hygieny, zakladatel moderní epidemiologie[5]
- Henry Scott Tuke (1858–1929), anglický malíř a fotograf[6]
- Eille Norwood (1861–1948), anglický herec[7]
- Wystan Hugh Auden (1907–1973), anglo-americký básník, literární kritik a esejista[8]
- Christopher Hill (1912–2003), anglický historik[9]
- Judi Denchová (* 1934), anglická filmová a divadelní herečka, držitelka Oscara a Zlatého Glóbu[10]
- David Bradley (* 1942), anglický herec[11]
- Martin Rees (* 1942), anglický kosmolog a astrofyzik[12]